# Леманские
Леманские (пол. Lemański) — дворянский род.
Герб Буковчик вместе с потомственным дворянством пожалован капитану 9 полка Коронных войск Осипу Леманскому за верность и отличие в военной службе, грамотою Польского Короля Станислава-Августа, данною 29 марта 1794 года.

## Описание герба
герб БуковчикВ голубом поле половина шахматной белой с красным доски, над которою рука в броне с саблею, вправо.
В навершии шлема, наискось вправо, белое знамя двуконечное, а на нём красная буква L.
Герб Буковчик Леманского внесён в Часть 1 Гербовника дворянских родов Царства Польского, стр. 108.
Герб Леманского внесён в Часть 18 Общего гербовника дворянских родов Всероссийской империи, стр. 119.